# Impatiens scripta
Impatiens scripta är en balsaminväxtart som beskrevs av Joseph Marie Henry Alfred Perrier de la Bâthie. Impatiens scripta ingår i släktet balsaminer, och familjen balsaminväxter. Inga underarter finns listade i Catalogue of Life.